# Malá Losenice
Malá Losenice (in tedesco Klein Losenitz) è un comune ceco situato nel distretto di Žďár nad Sázavou, nella regione di Vysočina.